# Girona Futbol Club
O Girona Futbol Club, ou simplesmente Girona, é um clube de futebol profissional espanhol sediado em Girona, Catalunha. Fundado em 23 de julho de 1930, disputa a La Liga, a principal divisão do sistema de ligas da Espanha. O clube realiza seus jogos em casa no Estadi Montilivi, com capacidade para 14.624 espectadores. É conhecido por sua associação com o nacionalismo catalão.
Em 23 de agosto de 2017, foi anunciado que o City Football Group (CFG) havia adquirido 44,3% das ações do Girona. Outros 44,3% eram detidos pelo Girona Football Group, liderado por Pere Guardiola, irmão do treinador do Manchester City, Pep Guardiola, que pertence ao CFG.

## História
O futebol despertou um interesse especial em Girona no início do século XX. O primeiro clube importante da cidade foi o Strong Esport (fundado em 1902 com o nome original de FC Gerundense). Nos anos 1920, em Girona, surgiram dois novos clubes, CE Gironí e UD Girona. Após o desaparecimento do UD Girona, decidiu-se criar uma nova equipe de futebol na cidade.
No dia 23 de julho de 1930, no café Norat, localizado na La Rambla de Girona, ocorreu a fundação do Girona Futbol Club. Essa criação veio como resultado da dissolução da Unió Esportiva Girona por motivos econômicos. Pouco depois, em 1º de agosto de 1930, o clube recebeu a autorização do conselho municipal para utilizar o emblema da cidade em seus distintivos. Essa conquista foi possível graças aos esforços de entusiastas liderados pelo primeiro presidente do clube, Albert de Quintana de León. A equipe ingressou na segunda divisão do Campeonato Catalão e fez sua estreia oficial contra o Colònia Artigas, com uma formação composta por Florenza, Teixidor, Farró, Flavià, Comas, Corradi, Ferrer, Escuder, Clara, Torrellas e Taradellas.
A temporada de 1935–36 marcou a primeira participação do Girona na Segunda División, e o clube terminou em primeiro lugar em seu grupo, garantindo assim uma vaga na fase final da competição contra Celta de Vigo, Real Zaragoza, Arenas Club, Real Murcia e Xerez. No entanto, o Girona acabou ficando em penúltimo lugar nessa fase, ficando assim fora da zona de promoção para a La Liga.

Gráfico do desempenho do Girona FC no sistema de ligas da Espanha desde 1929.

Após a Guerra Civil Espanhola, o clube oscilou entre a segunda divisão e a Tercera División, sendo rebaixado para esta última categoria em 1959 e sofrendo outro rebaixamento em 1980. A Segunda División B foi criada como a nova terceira divisão em 1977, e o clube permaneceu na competição por três anos. Em 1968, foi iniciada a construção do Estadi Montilivi, e a partir de 1970, os jogos em casa passaram a ser realizados lá de forma permanente, após quase cinco décadas no estádio Vista Alegre.
Nas décadas seguintes, o Girona alternou entre a terceira e a quarta divisões, chegando a disputar três temporadas nos campeonatos regionais, em 1982–83 e 1997–99.  Em 16 de junho de 2008, após vencer o Ceuta por 1 a 0, a equipe comandada por Raül Agné conquistou a segunda promoção consecutiva, retornando à segunda divisão após uma ausência de 49 anos.
Em 22 de julho de 2010, um grupo de empresários locais liderados por Ramon Vilaró, Joaquim Boadas e Josep Slim adquiriu 72% das ações do clube, anteriormente pertencentes ao ex-presidente do clube, Josep Gusó, e a Josep Rofes, tornando-se os novos proprietários do Girona. Vilaró foi eleito o novo presidente, enquanto Agné, após uma passagem pelo Real Club Recreativo de Huelva, retornou como treinador para a próxima campanha na segunda divisão, permanecendo no cargo até 14 de janeiro de 2012, quando foi demitido após uma derrota por 0 a 3 contra o Recreativo.
Em 2011, o Girona criou uma equipe B, tendo anteriormente desenvolvido um campo de grama natural em Palau. Em 9 de maio de 2013, o conselho de administração do clube, sob o slogan "El Girona FC també és meu" ("O Girona FC também é meu"), aprovou um aumento de €300.000 no capital do clube, a ser distribuído em ações de €10, com o objetivo de equilibrar seu patrimônio.
Na última rodada da Segunda División de 2014–15, o Girona precisava vencer o Lugo em casa para garantir a promoção à La Liga, mas foi negado por um gol nos últimos minutos pelos visitantes. O Girona teve que se contentar com uma vaga nas disputas de acesso, mas foi eliminado nas semifinais pelo Real Zaragoza, apesar de vencer o primeiro jogo por 3 a 0. Na temporada seguinte, chegaram à final da disputa pelo acesso, mas foram derrotados pelo Atlético Osasuna. O Girona finalmente conquistou a promoção para a La Liga após a temporada de 2016–17, terminando em segundo lugar atrás do Levante. Foi a primeira vez que o Girona conquistou a promoção para a La Liga em seus 87 anos de história.
Em 23 de agosto de 2017, foi anunciado que o City Football Group havia adquirido 44,3% das ações do Girona. Outros 44,3% eram detidos pelo Girona Football Group, liderado por Pere Guardiola, irmão do treinador do Manchester City, Pep Guardiola, que pertence ao CFG. Em 29 de outubro de 2017, o Girona conquistou uma vitória memorável ao derrotar o atual campeão da Liga dos Campeões da UEFA, o Real Madrid, por 2 a 1.
Em julho de 2018, foi anunciado que o Girona FC participaria de seu primeiro torneio internacional de pré-temporada realizado na Índia pela Nippon Toyota. O Girona FC enfrentou a equipe indiana Kerala Blasters e a equipe australiana Melbourne City, também do City Football Group.
Na última rodada da La Liga de 2018–19, o Girona foi rebaixado para a Segunda División, encerrando sua passagem de dois anos na primeira divisão espanhola. No entanto, na temporada de 2021–22, o Girona venceu o Tenerife por 3 a 1 na disputa de acesso e conquistou uma vaga na primeira divisão novamente. Na temporada de 2022–23, eles terminaram em 10° lugar com 49 pontos, a quatro pontos de uma vaga nas pré-eliminatórias da Liga Conferência Europa da UEFA.
Na temporada de 2023–24, o Girona chegou aos quatro melhores da La Liga pela primeira vez após 2 partidas, logo alcançando o topo da tabela da La Liga após 7 partidas com 19 pontos, o melhor início do clube no futebol de primeira linha. Em 10 de dezembro de 2023, eles derrotaram o FC Barcelona na liga pela primeira vez, uma vitória fora de casa por 2 a 4 levando-os ao topo da tabela com 41 pontos e apenas 1 derrota, seu melhor recorde de todos os tempos na La Liga depois de apenas 16 rodadas. A partir de 5 de fevereiro de 2024, eles ficaram em segundo lugar na tabela da La Liga, com 56 pontos em 23 jogos, e com apenas uma única derrota, colocando-os 2 pontos atrás do Real Madrid. Em 4 de maio de 2024, o Girona alcançou uma vitória por 4 a 2 sobre o Barcelona, garantindo sua primeira qualificação para a Liga dos Campeões da UEFA e sua primeira qualificação para uma competição europeia.

## Títulos

### Nacionais
- Segunda División B (3ª divisão)
  - Campeão (1): 2007–08
- Tercera División (4ª divisão)
  - Campeão (5): 1933–34, 1947–48, 1954–55, 1988–89, 2005–06

### Regionais
- Supercopa de Catalunya
  - Campeão (1): 2019

## Elenco
Última atualização: 03 de outubro de 2024. 